# Risikoselektion
Unter Risikoselektion (auch als „Rosinenpickerei“ und im angelsächsischen Sprachraum als „Cream-Skimming“ diskutiert) versteht man im Finanzwesen die Strategie von Kreditinstituten oder Versicherungsunternehmen, Finanzrisiken oder zu versichernde Risiken nach bestimmten Gleichheitskriterien auszuwählen. Damit der Risikoausgleich gelingt, müssen die Risiken möglichst ähnlich (homogen) sein.

## Allgemeines
Um die Risiken eines Versicherungsunternehmens zielkonform mit den Unternehmenszielen zu managen und auf einer akzeptablen Verlustwahrscheinlichkeit zu halten, stehen neben der Annahmepolitik (Risikoselektion) die Risikobewältigung insbesondere durch Selbstbeteiligung des Versicherungsnehmers, Mitversicherung durch andere Versicherer oder Rückversicherung durch Rückversicherer zur Verfügung. Risikoselektion soll die Unternehmensziele fördern und versucht mit Hilfe des Risikomanagements, Versicherungsnehmer mit möglichst guten Risiken zu akquirieren und Kunden mit schlechten Risiken zu vermeiden. Kreditinstitute können ihre vielfältigen Risiken (Gegenparteiausfallrisiko, Kreditrisiko, Liquiditätsrisiko, Marktrisiko, Zinsänderungsrisiko) durch Maßnahmen der Risikobewältigung ganz oder teilweise ausgleichen (Bankenkonsortium, Glattstellung, Metageschäfte).

## Risikobegriff
In der Versicherungswirtschaft wird das versicherte Objekt oder die versicherte Person als Risiko bezeichnet, im Unterschied zum allgemeinsprachlichen Begriff Risiko, der die Ungewissheit über den Eintritt künftiger Ereignisse insgesamt oder speziell nur ungünstige Abweichungen vom erwarteten Ergebnis bezeichnet (Verlustgefahr). Risikoselektion bezeichnet also die aktive Einflussnahme auf die Auswahl der vom Versicherer zu versichernden Risiken.

## Ziel der Risikoselektion
Die Risikoselektion ist eine geschäftspolitische, insbesondere risikopolitische Maßnahme, um die Risikokompensation im Kollektiv zu verbessern und damit letztlich die Sicherheit und die Gewinnerwartung des Versicherers zu erhöhen. Insbesondere sollen aus dem Rahmen fallende hohe Risiken vermieden werden (Vermeidung der adversen Selektion). Gerade hohe Risiken werden versuchen, sich zu einer nicht risikogerechten Versicherungsprämie zu versichern, und müssen deshalb durch aktive Maßnahmen vermieden werden. Aber auch zu günstige Risiken reduzieren diese Homogenität und damit die Verlässlichkeit des Risikoausgleichs und bewirken somit unnötig hohe Schwankungen des Ergebnisses. Eine hohe Volatilität der Ergebnisse wird vom Kapitalmarkt mit hohen Kapitalkosten bestraft. Daher wird der Versicherer durch entsprechend günstigere Angebote versuchen, besonders günstige Risiken in homogene Kollektive mit günstigerer Risikostruktur zusammenzufassen.

## Risikomanagement
Im Rahmen des Risikomanagements, das die Risikopolitik umsetzen soll, werden unterschieden:
- Ursachenbezogene Risikopolitik: Maßnahmen setzen bereits vor Übernahme eines Risikos an (ex ante) und versuchen, entweder dieses ganz zu vermeiden oder die Eintrittswahrscheinlichkeit des Risikos zu minimieren:
  - Risikovermeidung durch Ablehnung der Übernahme bestimmter Risiken;
  - Risikoselektion: Überprüfung einzugehender Risiken mit der Entscheidung für oder gegen deren Übernahme (etwa der Kreditantrag eines Schuldners bei Kreditinstituten);
  - Risikoteilung durch Aufteilung eines Risikos auf mehrere Geschäftspartner (etwa Arbeitsgemeinschaft, Bankenkonsortium, Metageschäft);
  - Risikodiversifizierung: Bildung eines Portfolios mit nicht vollständig korrelierten Risikopositionen (Fondsvermögen, Kreditportfolio, Sicherungsvermögen, Wertpapierdepot);
  - Risikobegrenzung durch Vorgabe von Limiten (etwa Begrenzung des Kreditbetrags durch eine Kreditlinie).
- Wirkungsbezogene Risikopolitik zielt ex post auf die Verminderung potenzieller Verluste aus bereits eingegangenen Risiken ab.
  - Risikoüberwälzung erfolgt durch Abwälzung des Risikos auf Dritte (etwa Exportkreditversicherungen für Exporteure, Gesamtschuld, Mitversicherung);
  - Risikokompensation erfolgt durch Sicherungsgeschäfte offener Positionen durch den Aufbau von Gegenpositionen (etwa Glattstellung eines Devisenterminkaufs mit einem Devisenkassaverkauf);
  - Risikotransfer erfolgt durch Übertragung eines Risikos auf andere Risikoträger (Factoring, Übertragung eines Schadensrisikos auf Versicherungsunternehmen, Rückversicherung);
  - Risikovorsorge durch Zuführung zu Abschreibungen, Rückstellungen oder Wertberichtigungen in der Bilanz, um Finanzrisiken der Vermögenswerte abzusichern.

Risikovermeidung geschieht dadurch, dass der ein Risiko beinhaltende Vertrag (Finanzkontrakt) nicht angenommen wird.

## Vorgehensweise bei der Risikoselektion
Zuerst ist im Rahmen der Risikoidentifikation das bestehende Risiko festzustellen. Dies geschieht – soweit möglich – individuell oder sonst anhand von risikorelevanten Merkmalen wie personenbezogene Daten oder Unternehmensdaten. Bei Versicherungen ohne Kontrahierungszwang erfolgt auf dieser Basis die Annahme oder Ablehnung des Risikos. Gegebenenfalls kann auch die Annahme unter bestimmten Bedingungen (Risikoauschlüsse, Zusatzbeitrag) erfolgen, die bewirken, dass das derartig modifizierte Risiko nunmehr ausreichend homogen zu dem Kollektiv ist. Bei Versicherungen mit Kontrahierungszwang, insbesondere in der Sozialversicherung, kann versucht werden, Werbung und andere Maßnahmen zur Gewinnung von Neugeschäft auf Personen zu konzentrieren, die besonders risikogünstige Merkmale haben. Die anschließende Risikoanalyse quantifiziert die Eintrittswahrscheinlichkeiten eines Kreditereignisses oder eines Schadensereignisses.

## Finanzwesen
Mit Risikoselektion beschäftigen sich vor allem Unternehmen des Finanzwesens. Generell gilt, dass die Intensität der Risikoselektion wesentlich von der Risikoneigung der Entscheidungsträger abhängig ist. Risikofreudige wählen riskantere Geschäfte aus als risikoaverse Entscheidungsträger.

### Bankwesen
Kreditinstitute betreiben im Kreditgeschäft durch die Kreditwürdigkeitsprüfung Risikoselektion im Hinblick auf das zu übernehmende Kreditrisiko. Der beste Indikator für die Früherkennung von Kreditrisiken ist das Kreditrating (bei Unternehmen) und Kreditscoring (bei Privathaushalten) als verdichtete Ergebnisse der Kreditwürdigkeit. Ratings ermöglichen eine Aufteilung der Kreditrisiken in gute und schlechte (Risikodiskriminierung). Das gesamte Kreditportfolio kann durch Risikoselektion in gute (mit niedrigen Risikokosten) und schlechte Risiken (mit hohen Risikokosten) aufgeteilt werden.
Hans-Jacob Krümmel wies 1964 darauf hin, dass sich die – das Kreditrisiko und die Risikoprämie tangierende – Veränderung der Bonitätsanforderungen neben dem Kreditzins unmittelbar auf die Kreditnachfrage bei Kreditinstituten auswirkt.

### Versicherungswesen
Die Gesetzliche Krankenversicherung ist besonders von der Gefahr der Antiselektion betroffen, da es hier durch gesetzliche Auflagen nicht erlaubt ist, risikoabgestufte Versicherungsprämien zu verlangen oder Personen abzulehnen. Da es Gruppen (insbesondere durch Alter, Geschlecht, Beruf oder Wohnort gekennzeichnet) gibt, die besonders hohe Risiken darstellen, sind Krankenversicherer, die in diesen Gruppen besonders viele Mitglieder haben, besonders betroffen.
In vielen Krankenversicherungssystemen sind aus diesem Grund Ausgleichssysteme geschaffen worden. In Deutschland sorgt beispielsweise der Risikostrukturausgleich (in der Schweiz der Risikoausgleich) dafür, dass Krankenversicherer mit einer guten Risikostruktur Ausgleichszahlungen an Versicherer mit einer schlechten Risikostruktur bezahlen. Dies soll die Anreize für Risikoselektion möglichst unterbinden. Allerdings bilden diese Risikoausgleichssysteme die Risikostruktur meist nur unvollkommen ab, womit es sich für die Versicherer weiterhin lohnt, eine gewisse, rechtlich zulässige Risikoselektion zu betreiben. So wird bevorzugt die Werbung nur auf Gruppen abgestellt, die überwiegend ein geringes Risiko haben, z. B. junge Leute.